# Echiuroidicola
Echiuroidicola is een geslacht van weekdieren uit de klasse van de Gastropoda (slakken).

## Soort
- Echiuroidicola cicatricosa Warén, 1980